# MTV Europe Music Awards 2015
Gli MTV Europe Music Awards 2015 (anche chiamati MTV EMAs 2015) si sono svolti il 25 ottobre 2015 presso il Forum d'Assago di Milano.
L'annuncio dell'evento è stato dato da Nicki Minaj nel corso dell'edizione 2014. L'evento si era tenuto in Italia nel 2004 a Roma e precedentemente nel 1998 a Milano. L'evento è associato alla esposizione universale di Milano, il quale è socio dell'edizione di questo evento.

## Artisti
| Artista                                                                   | Canzone                      |
| Precedente allo spettacolo                                                | Precedente allo spettacolo   |
| ------------------------------------------------------------------------- | ---------------------------- |
| Fifth Harmony                                                             | Worth It                     |
| Durante lo spettacolo                                                     |                              |
| Macklemore e Ryan Lewis Eric Nally Melle Mel Kool Moe Dee Grandmaster Caz | Downtown                     |
| Jason Derulo                                                              | Want to Want Me              |
| Ellie Goulding                                                            | Love Me like You Do          |
| Twenty One Pilots                                                         | Tear in My Heart             |
| Rudimental Ed Sheeran                                                     | Lay It All on Me             |
| Justin Bieber                                                             | What Do You Mean?            |
| Jess Glynne                                                               | My Love                      |
| Jess Glynne                                                               | Hold My Hand                 |
| Jess Glynne                                                               | Don't Be So Hard on Yourself |
| James Bay                                                                 | Hold Back the River          |
| Tori Kelly Andrea Bocelli                                                 | Should've Been Us            |
| Tori Kelly Andrea Bocelli                                                 | No Scrubs                    |
| Tori Kelly Andrea Bocelli                                                 | Real Love                    |
| Tori Kelly Andrea Bocelli                                                 | Ready or Not                 |
| Tori Kelly Andrea Bocelli                                                 | Con te partirò               |
| Tori Kelly Andrea Bocelli                                                 | Just Give Me a Reason        |
| Pharrell Williams                                                         | Freedom                      |

## Presentatori

### Prima dello spettacolo
Sway e Laura Withmore — Presentatori

### Spettacolo principale
- Shay Mitchell e Ashley Benson hanno presentato il miglior artista maschile
- Novak Djokovic ha presentato il miglior artista Hip-Hop
- Hailey Baldwin, Bianca Balti and Tinie Tempah hanno presentato il miglior video
- Mark Ronson ha presentato il miglior artista dal vivo
- Ruby Rose ha presentato il miglior artista nordamericano e il Video Visionary Award
- Martin Garrix e Charli XCX hanno presentato la miglior collaborazione
- Fifth Harmony hanno presentato il miglior look

## Candidature

### Best Song
- Taylor Swift (feat. Kendrick Lamar) — Bad Blood
- Ellie Goulding — Love Me like You Do
- Mark Ronson (feat. Bruno Mars) — Uptown Funk
- Major Lazer e DJ Snake (feat. MØ) — Lean On
- Wiz Khalifa (feat. Charlie Puth) — See You Again

### Best Pop
- One Direction
- Ariana Grande
- Justin Bieber
- Taylor Swift
- 5 Seconds of Summer

### Best Female
- Rihanna
- Ellie Goulding
- Miley Cyrus
- Nicki Minaj
- Taylor Swift

### Best Male
- Justin Bieber
- Ed Sheeran
- Jason Derulo
- Kanye West
- Pharrell Williams

### Best Live Act
- Ed Sheeran
- Foo Fighters
- Katy Perry
- Lady Gaga e Tony Bennett
- Taylor Swift

### Best New
- Shawn Mendes
- Echosmith
- James Bay
- Jess Glynne
- Tori Kelly

### Best Rock
- Coldplay
- AC/DC
- Foo Fighters
- Muse
- Royal Blood

### Best Alternative
- Lana Del Rey
- Fall Out Boy
- Florence + The Machine
- Lorde
- Twenty One Pilots

### Best Hip Hop
- Nicki Minaj
- Drake
- Kanye West
- Kendrick Lamar
- Wiz Khalifa

### Best Electronic
- Martin Garrix
- Avicii
- Calvin Harris
- David Guetta
- Major Lazer

### Best Look
- Justin Bieber
- Macklemore e Ryan Lewis
- Nicki Minaj
- Rita Ora
- Taylor Swift

### Best Collaboration
- Skrillex e Diplo feat. Justin Bieber — Where Are Ü Now
- David Guetta feat. Nicki Minaj, Bebe Rexha e Afrojack — Hey Mama
- Mark Ronson feat. Bruno Mars) — Uptown Funk
- Taylor Swift feat. Kendrick Lamar — Bad Blood
- Wiz Khalifa feat. Charlie Puth — See You Again

### Best Push
- Shawn Mendes
- Echosmith
- James Bay
- Jess Glynne
- Kwabs
- Natalie La Rose
- Royal Blood
- Shamir
- Tori Kelly
- Years & Years
- Zara Larsson

### Best World Stage
- Ed Sheeran
- Afrojack
- Alicia Keys
- Biffy Clyro
- B.o.B
- Charli XCX
- Dizzee Rascal
- Iggy Azalea
- Jason Derulo
- Jessie Ware
- Kaiser Chiefs
- Slash
- Tomorrowland
- YG

### Biggest Fans
- Justin Bieber — #EMABiggestFansJustinBieber
- One Direction — #EMABiggestFans1D
- 5 Seconds of Summer — #EMABiggestFans5SOS
- Katy Perry — #EMABiggestFansKatyPerry
- Taylor Swift — #EMABiggestFansTaylorSwift

### Best Video
- Macklemore & Ryan Lewis — Downtown
- Kendrick Lamar — Alright
- Pharrell Williams — Freedom
- Sia — Elastic Heart
- Taylor Swift feat. Kendrick Lamar — Bad Blood

### Video Visionary Award
- Duran Duran

## Candidature regionali

### Nord Europa

#### Best Uk & Ireland Act
- Little Mix
- Jess Glynne
- / One Direction
- Ed Sheeran
- Years & Years

#### Best Danish Act
- Lukas Graham
- Ankerstjerne
- Christopher
- Djämes Braun
- TopGunn

#### Best Finnish Act
- JVG
- Antti Tuisku
- Kasmir
- Mikael Gabriel
- Robin

#### Best Norwegian Act
- Astrid S
- Donkeyboy
- Kygo
- Madcon
- Sandra Lyng

#### Best Swedish Act
- The Fooo Conspiracy
- Alesso
- Avicii
- Tove Lo
- Zara Larsson

### Europa

#### Best German Act
- Lena
- Andreas Bourani
- Cro
- Revolverheld
- Robin Schulz

#### Best Dutch Act
- Kensington
- Dotan
- Martin Garrix
- Natalie La Rose
- Oliver Heldens

#### Best Belgian Act
- Dimitri Vegas & Like Mike
- Lost Frequencies
- Netsky
- Oscar & the Wolf
- Selah Sue

#### Best Swiss Act
- Stefanie Heinzmann
- DJ Antoine
- Lo & Leduc
- Stress
- 77 Bombay Street

#### Best French Act
- Black M
- The Dø
- The Avener
- Christine and the Queens
- Fréro Delavega

#### Best Italian Act
- Marco Mengoni
- Fedez
- The Kolors
- J-Ax
- Tiziano Ferro

#### Best Portuguese Act
- Agir
- Carlão
- Carolina Deslandes
- D.A.M.A
- Richie Campbell

#### Best Spanish Act
- Sweet California
- Alejandro Sanz
- Leiva
- Neuman
- Reyden

#### Best Greek Act
- Giorgios Mazonakis
- Stavento
- Rec
- Despoina Vandī
- Giorgos Sampanis

#### Best Polish Act
- Margaret
- Natalia Nykiel
- Sarsa
- Tabb & Sound'n'Grace
- Tede

#### Best Russian Act
- MBand
- IOWA
- Quest Pistols
- Serebro
- Ivan Dorn

#### Best Romanian Act
- Inna
- Dan Bittman
- Feli
- Randi
- Smiley

#### Best Adria Act
- Daniel Kajmakoski
- 2Cellos
- Hladno pivo
- Marčelo
- Sassja

#### Best Israeli Act
- Eliad
- Café Shahor Hazak
- Eden Ben Zaken
- E-Z
- Guy & Yahel

### Africa e India

#### Best African Act
- Diamond Platnumz
- Yemi Alade
- AKA
- Davido
- DJ Arafat

#### Best Indian Act
- Priyanka Chopra
- Indus Creed
- Monica Dogra
- The Ska Vengers
- Your Chin

### Asia

#### Best Japanese Act
- Dempagumi.inc
- Babymetal
- Sandaime J Soul Brothers
- One Ok Rock
- Sekai no Owari

#### Best Korean Act
- Bangtan Boys
- B1A4
- Got7
- GFriend
- VIXX

#### Best Southeast Asian Act
- Sơn Tùng M-TP
- Faizal Tahir
- James Reid
- Nadine Lustre
- Noah
- Slot Machine
- The Sam Willows

#### Best Chinese & Hong Kong Act
- Jane Zhang
- Han Geng
- Leo Ku
- Tan Weiwei
- Uniq

#### Best Taiwanese Act
- Jay Chou
- JJ Lin
- Jolin Tsai
- Kenji Wu
- Leehom Wang

### Australia e Nuova Zelanda

#### Best Australian Act
- 5 Seconds of Summer
- Guy Sebastian
- Peking Duk
- Sia
- Vance Joy

#### Best New Zealand Act
- Savage
- Avalanche City
- Gin Wigmore
- Six60
- Broods

### America Latina

#### Best Brazilian Act
- Anitta
- Emicida
- Ludmilla
- MC Guime
- Projota

#### Best Latin America Northern Act
- Mario Bautista
- Enjambre
- Ha*Ash
- Kinky
- Natalia Lafourcade

#### Best Latin America Central Act
- J Balvin
- ChocQuibTown
- Javiera Mena
- Pasabordo
- Piso 21

#### Best Latin America Southern Act
- Axel
- Indios
- Maxi Trusso
- No Te Va Gustar
- Tan Biónica

### Nord America

#### Best US Act
- Taylor Swift
- Beyoncé
- Kendrick Lamar
- Nick Jonas
- Nicki Minaj

#### Best Canadian Act
- Justin Bieber
- Carly Rae Jepsen
- Drake
- Shawn Mendes
- The Weeknd

## Candidature mondiali

### Best European Act
- Marco Mengoni
- Agir
- Astrid S
- Black M
- Daniel Kajmakoski
- Dimitri Vegas & Like Mike
- Eliad
- Giorgios Mazonakis
- Inna
- JVG
- Kensington
- Lena Meyer-Landrut
- Little Mix
- Lukas Graham
- Margaret
- MBAND
- Stefanie Heinzmann
- Sweet California
- The Fooo Conspiracy

### Best African & Indian Act
- Diamond Platnumz
- Priyanka Chopra

### Best Asian Act
- Jane Zhang
- Dempagumi.inc
- Bangtan Boys
- Sơn Tùng M-TP
- Jay Chou

### Best Australian & New Zealand Act
- 5 Seconds of Summer
- Savage

### Best Latin America Act
- Anitta
- Axel
- J Balvin
- Mario Bautista

### Best North America Act
- Justin Bieber
- Taylor Swift